# علی شورورزی
علی شورورزی (زاده ۱۳۶۴ در نیشابور) مدیر فیلمبرداری، نویسنده و کارگردان سینما اهل ایران است.

## زندگی هنری
علی شورورزی دانش‌آموخته رشتهٔ سینما - فیلمسازی است. وی فعالیت خود را از سال ۱۳۸۰ در انجمن سینمای جوانان ایران - دفتر نیشابور آغاز کرد. نویسندگی و کارگردانی ۶ فیلم کوتاه داستانی و انیمیشن، نویسندگی فیلم سینمایی عطر داغ (۱۳۹۶) به کارگردانی علی ابراهیمی و تهیه کنندگی امیر شهاب رضویان و نویسندگی فیلمنامه‌های سینمایی «همیشه یک نفر هست»، «جشن تولد»، «افتادن تدریجی هالهٔ مقدس» و نمایشنامه‌های «حیوونا همه مریض شدن» و «ME» از جمله فعالیت‌های وی به‌شمار می‌ رود.
علی شورورزی، همچنین در بیش از ۵۰ فیلم کوتاه و بلند، مدیر فیلمبرداری بوده‌ است. مشاوره و مدیریت اجرایی در دو دوره جشنواره ملی فیلم کوتاه موج کیش و مدیریت اجرایی در نخستین جشنواره فیلم کوتاه استان خراسان جنوبی از دیگر فعالیت‌های وی به‌ شمار می‌ رود.

## آثار
| نام اثر                    | سال  | نویسنده         | کارگردان        | مدیر فیلمبرداری | تهیه کننده                                | قطع             | منبع                |
| -------------------------- | ---- | --------------- | --------------- | --------------- | ----------------------------------------- | --------------- | ------------------- |
| بزمجه                      | ۱۴۰۰ | کیارش بکائیان   | کیارش بکائیان   | آری             | کیارش بکائیان                             | کوتاه           | [ ۱ ]               |
| مثل سگ                     | ۱۴۰۰ | حمید ناصری مقدم | حمید ناصری مقدم | آری             | حمید ناصری مقدم                           | کوتاه           | [ ۲ ] [ ۳ ]         |
| پرسپولیس: رازهای شهر گمشده | ۱۴۰۰ | حسام دهقانی     | حسام دهقانی     | آری             | Zara Powell - Windfall Films - Discovery+ | مستند           | [ ۴ ]               |
| کابین ۱۴                   | ۱۴۰۰ | حسین محروقی     | حسین محروقی     | آری             | مهدی اصلانی                               | کوتاه           | [ ۵ ] [ ۶ ]         |
| بیرون پشتِ در               | ۱۳۹۹ | آری             | آری             | مهدی اصلانی     | آری                                       | کوتاه           | [ ۷ ] [ ۸ ]         |
| پسر                        | ۱۳۹۸ | نوشین معراجی    | نوشین معراجی    | آری             | مهدی فرد قادری                            | سینمایی         | [ ۹ ] [ ۱۰ ] [ ۱۱ ] |
| عطر داغ                    | ۱۳۹۶ | آری             | علی ابراهیمی    | ساعد نیک ذات    | امیر شهاب رضویان                          | سینمایی         | [ ۱۲ ] [ ۱۳ ]       |
| مِه                         | ۱۳۹۶ | آری             | آری             | مهدی اصلانی     | مهدی اصلانی                               | کوتاه           | [ ۱۴ ]              |
| Me                         | ۱۳۹۸ | آری             | شیوا مکی نیان   |                 |                                           | تئاتر           | [ ۱۵ ]              |
| لذت‌های گناه آلود           | ۱۳۹۸ |                 | مهدی فرد قادری  | آری             |                                           | کوتاه           | [ ۱۶ ] [ ۱۷ ]       |
| بلوط                       | ۱۳۹۸ |                 | ابراهیم حصاری   | آری             |                                           | کوتاه           | [ ۱۸ ]              |
| تنها اگر دمی...            | ۱۳۸۸ | آری             | آری             |                 | انجمن سینمای جوانان ایران                 | کوتاه           | [ ۱۹ ]              |
| شکلات                      | ۱۳۸۶ | آری             | آری             |                 | آری                                       | کوتاه           |                     |
| گرامافون                   | ۱۳۸۷ |                 | مهدی فرد قادری  | آری             |                                           | کوتاه           | [ ۲۰ ]              |
| X                          | ۱۳۹۷ |                 | رضا شیخلانی     | آری             |                                           | مستند بلند      |                     |
| مسیر معکوس                 | ۱۳۹۱ |                 | مجید محمدی پناه | آری             |                                           | بلند ویدئویی    | [ ۲۱ ]              |
| افتادن تدریجی هالهٔ مقدس    | ۱۳۹۸ | آری             |                 |                 |                                           | سینمایی         |                     |
| دایره های معکوس            | ۱۳۸۸ |                 | مهدی فرد قادری  | آری             |                                           | کوتاه           | [ ۲۲ ]              |
| ققنوس در باران             | ۱۳۸۶ |                 | علی اروجی       | آری             |                                           | سریال تلویزیونی |                     |
| تناوب                      | ۱۳۸۵ |                 | مهدی فرد قادری  | آری             |                                           | کوتاه           | [ ۲۳ ]              |
| آکواریوم                   | ۱۳۸۴ |                 | هادی حاجتمند    | آری             |                                           | کوتاه           |                     |
| حیوونا همه مریض شدن        | ۱۳۹۸ | آری             |                 |                 |                                           | نمایشنامه       |                     |
| تماس                       | ۱۳۸۴ | آری             | آری             |                 | انجمن سینمای جوانان ایران                 | کوتاه           |                     |
| فریم                       | ۱۳۸۲ | آری             | آری             |                 | انجمن سینمای جوانان ایران                 | کوتاه           |                     |

## حضور در جشنواره‌های بین‌المللی
| فستیوال                                           | نام اثر | دسته                         | وضعیت    | کشور     | سال  | منبع   |
| ------------------------------------------------- | ------- | ---------------------------- | -------- | -------- | ---- | ------ |
| Screen Power Film Festival                        | مثل سگ  | بهترین فیلمبرداری            | پیروز    | انگلستان | 2023 | [ ۲۴ ] |
| Hyperwave Film Awards Spring Season               | مِه      | بهترین بازیگر زن             | پیروز    | آمریکا   | ۲۰۱۹ | [ ۲۵ ] |
| Global Nonviolent Film Festival                   | مِه      | بهترین فیلم کوتاه            | نامزدشده | آمریکا   | ۲۰۱۹ |        |
| Rosarito International Film Festival              | مِه      | بهترین فیلم کوتاه            | پیروز    | آمریکا   | ۲۰۱۹ | [ ۲۶ ] |
| Rosarito International Film Festival              | مِه      | بهترین بازیگر زن             | پیروز    | آمریکا   | ۲۰۱۹ | [ ۲۶ ] |
| Saint Cloud International Film Festival           | مِه      | بهترین فیلم کوتاه            |          | آمریکا   | ۲۰۱۸ |        |
| Queen Palm Film Festival                          | مِه      | بهترین فیلم کوتاه خارجی زبان | پیروز    | آمریکا   | ۲۰۱۸ | [ ۲۷ ] |
| Queen Palm Film Festival                          | مِه      | بهترین بازیگر زن             | نامزدشده | آمریکا   | ۲۰۱۸ | [ ۲۷ ] |
| Noor International Film Festival                  | شکلات   | بهترین فیلم کوتاه            | نامزدشده | آمریکا   | ۲۰۰۶ |        |
| Promofest - Short of the year - Autumn            | مِه      | بهترین فیلم کوتاه            | نامزدشده | اسپانیا  | ۲۰۱۹ | [ ۲۸ ] |
| Monolit Theater Festival                          | ME      | بهترین اثر نمایشی            | پیروز    | اسپانیا  | ۲۰۱۹ | [ ۲۹ ] |
| Capital Filmmakers Festival – Berlin              | مِه      | بهترین فیلم کوتاه            |          | آلمان    | ۲۰۱۸ |        |
| 4th International Film Festival Of Shimla         | مِه      | بهترین فیلم کوتاه            | پیروز    | هندوستان | ۲۰۱۸ | [ ۳۰ ] |
| LakeCity International Film Festival              | مِه      | بهترین فیلم کوتاه            | نامزدشده | هندوستان | ۲۰۱۸ | [ ۳۱ ] |
| The Boiscope Global Film Festival                 | مِه      | بهترین فیلم کوتاه            |          | هندوستان | ۲۰۱۸ | [ ۳۲ ] |
| Delhi International Festival Of Film & Television | مِه      | بهترین فیلم کوتاه            |          | هندوستان | ۲۰۱۹ |        |
| Mediterranean Film Festival Cannes                | مِه      | بهترین فیلم کوتاه            |          | فرانسه   | ۲۰۱۸ | [ ۳۳ ] |
| Clermont Ferrand                                  | مِه      | بازار فیلم                   |          | فرانسه   | ۲۰۱۸ |        |
| Karama Human Rights Film Festival                 | مِه      | بهترین فیلم کوتاه            | نامزدشده | اردن     | ۲۰۱۸ | [ ۳۴ ] |
| Crossing The Screen Film Festival                 | مِه      | بهترین فیلم کوتاه            |          | انگلستان | ۲۰۱۸ | [ ۳۵ ] |
| Lift-Off Sessions November                        | مِه      | بهترین فیلم کوتاه            |          | انگلستان | ۲۰۱۸ |        |
| Baja California International Film Festival       | مِه      | بهترین فیلم کوتاه            |          | مکزیک    | ۲۰۱۸ |        |
| Figari Film Fest and Olbia Film Network           | مِه      | بازار فیلم                   |          | ایتالیا  | ۲۰۱۸ |        |